# Sarah Kirby-Stark
Sarah Kirby-Stark, född 1813, död 1898, var en amerikansk skådespelare och teaterdirektör. Hon var en teaterpionjär i Vilda Västen och blev den första kvinnliga teaterdirektören i Kalifornien 1850.  
Hon var gift med först skådespelaren J. Hudson Kirby och därefter med skådespelaren J.B. Wingerd, med skådespelaren James Stark (d. 1875), från vilken hon skilde sig 1868, med en dr. Gray 1869, och slutligen skådespelaren Charles R. Thorne (d. 1894). 
Sarah Kirby-Stark debuterade som skådespelare på den amerikanska östkusten, där hon hade en framgångsrik karriär och även gjorde en turné till England 1848, innan hon två år senare gav sig av till Vilda Västern, där hon kom att bli berömd som teaterpionjär. Hon gjorde sin debut i Kalifornien i Joseph Rowe's Amphitheatre i San Francisco våren 1850, men lämnade den då den lade fokus på varieté. Finansierad av sin make köpte hon i kompanjonskap med J. B. Atwater Tehama Theatre i Sacramento, som hon och Atwater sedan ledde tillsammans som direktörer: hon kom sedan att samarbeta med sin anställda skådespelare James Stark, som blev hennes make och samarbetspartner som direktör. Paret gjorde två turnéer i Australien 1853–1854 och 1856–1857. Hon ledde sedan ytterligare fyra teatrar, bland dem Union Theatre i San Francisco med 'Mrs Woodward' 1856–1857; San Jose, stadens första teater, år 1859; och Metropolitan i San Francisco med Emily Jordan 1863–1864. Utöver de perioder hon ledde en permanent teater stod hon ofta i spetsen för ett resande teatersällskap som direktör. 
Sarah Kirby-Stark är ihågkommen som en av Vilda Västerns teaterpionjärer. Hon är särskilt ihågkommen som teaterdirektör, och för att ha upprätthållit en hög standard med fokus på Shakespeare snarare än mer publikfriande varietéer och cirkusliknande föreställningar som annars var vanliga bland teatrar i denna del av USA, och hennes exempel blev en rollmodell för andra teaterverksamheter i samma region. 